# 제58군 (일본군)
제58군(일본어: 第58軍 다이 고쥬하치군[*])은 결호 작전에 따라 긴급히 창설되어 조선의 제주도에 주둔했었던 일본 제국의 군이다.

## 역사
1945년 4월 8일에 나가쓰 사히쥬(永津佐比重) 중장을 지휘관을 임명하고 창설된 군으로, 제17방면군의 전투 서열에 하위 부대 중 하나로서 편입되었다. 연합군과의 전투를 준비했으나, 제주도에는 상륙하지 않았기에 대규모 전투도 치루지 못했다. 8월 15일 일왕의 항복 선언으로 해체되었다.
제58군 병기부장인 오무라 슈(大竹修) 대좌가 묵었던 병영은 5년 뒤, 한국 전쟁 동안 남한군의 모슬포 훈련소로 쓰였다.

## 전략적 가치
중국과 일본의 규슈 지방을 잇는 지정학적인 중요도 때문에 중일전쟁때부터 일본이 알뜨르 비행장에 해군 항공대를 주둔시켜 중국의 주요 대도시들을 공습하는데 사용했다. 또한 미군이 유사시 제주도를 점령해 알뜨르 비행장과 제주 비행장을 사용할 경우 일본 본토가 크게 위협받을 수 있었다.

## 창설
제주도에 주둔중인 일본군 지상병력은 1944년 제주비행장 완공될때만 해도 200여명의 경비병력밖에 없었다. 그러나 미군의 사이판 및 필리핀 상륙작전이 성공하면서 위기감을 느낀 일본 군부는 제주도 병력 증강을 했지만 소장급 사령부,혼성여단,요새진지 신축 정도로 그쳤다. 그러나 1945년 2월 미군이 이오 섬 전투에서 승리하게 되자 일본 열도는 미군에 완전히 포위되었고 위기감을 느낀 대본영은 1945년 3월 12일 각 군 작전 주임 참모 회합을 가졌다. 그리고 결호 작전에서 미군의 상륙 가능성이 가장 높은 결1호 홋카이도와 결7호구역인 제주도를 강도 높게 다루었다.

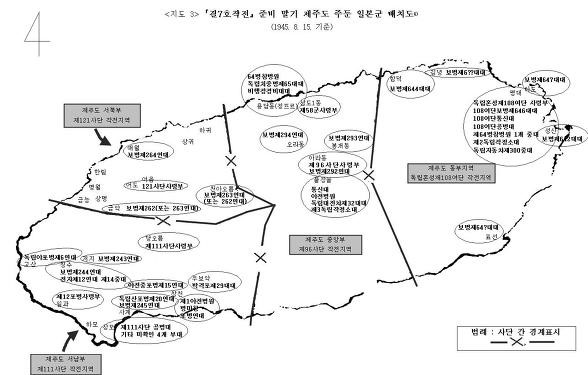
58군 예하부대의 제주도 각 관할 구역

대본영에서 정한 방침이 한반도를 관활하던 일본군 17방면군으로 하달되고 결7호작전으로 명명된 이 작전에서는 제58군, 제96사단, 제111사단, 독립 혼성 제108여단, 독립 속사포 제32대대, 제1특설 근무대를 주둔시키기로 했다. 1945년 4월 15일 제주도로 58군 병력이 진출했다. 하지만 이에 그치지 않고 일본군은 121사단,박격포 대대,독립 고사포 중대,독립 제6포병 연대들을 추가 배치했고 군산에 있던 제120사단도 제주도로 전개키로 했다. 그러나 제주도 배치 전에 전쟁이 끝나서 시행되지 않았다. 특히 제111사단과 제121사단은 관동군이였다.
제111사단은 제주도 서남부 해안에 121사단은 제주도 서북부 해안에 배치키로 했다. 96사단은 제주도 산천단에 주둔하기로 했고 제108 혼성 여단은 거문 오름과 부대 오름에 주둔시키기로 했다.

## 결7호 작전

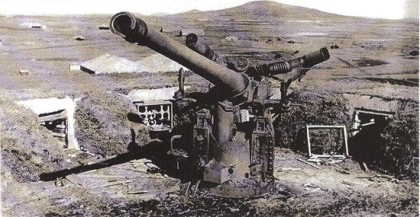
제주도에 배치된 일본군 10식 해안포

결7호 작전에 따라 제주도는 거대한 군사 요새가 되었다. 200여명의 비행장 경비 병력밖에 없던 제주도 주둔 일본군 병력은 1년 반만에 7만 5000여명으로 급증했다. 일본 해군도 제주.고산.서귀포.성산포 등지에 가미카제 보트 기지와 대공포 진지들을 설치했다. 또한 오름 마다 많은 갱도 및 지하 진지들을 건설했고 그 과정에서 많은 제주도 원주민들이 강제 착취당했다.
58군 사령부는 미 해병대에 밀리게 됐을 때를 대비해 최후 결사항전으로 유격전까지 구상했다. 게다가 총력전을 위해서 물자들을 제주도로 이끌어오려고 노력했는데 이를 감지한 미군의 공습이 이어지기도 했다. 4월 14일 비양도 근처에서 일본 해군 수송선과 이를 호위하던 해방함 두 척이 미해군 잠수함의 기습 공격으로 격침되었고 7월 6일에는 미군의 본격적인 공습이 벌여지기도 했다. 제주항에 정박중이던 일본 해군 수송선이 격파당하고 한림항의 탄약고가 폭격당해 그 여파로 민가에까지 피해를 끼쳤다. 사라봉 근처에서 공중전도 벌여져 일본 전투기 네 대가 격추당했다. 일본 군부는 8월에 제주도 상륙작전이 벌여질 것이라고 예상했지만 8월 15일 일본의 무조건 항복에 따라 미군의 상륙작전은 실행되지 않았다.

## 장비

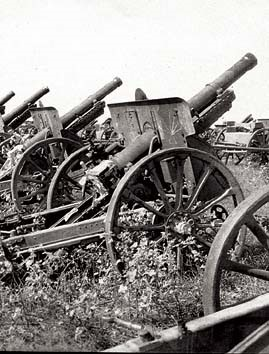
제주도의 일본군 91식 곡사포

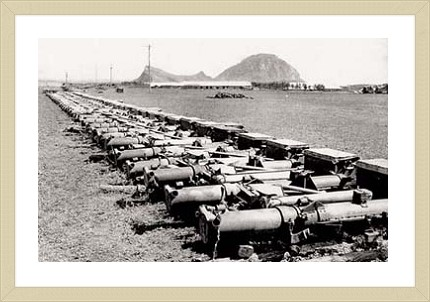
제주도 주둔 일본군의 로켓포

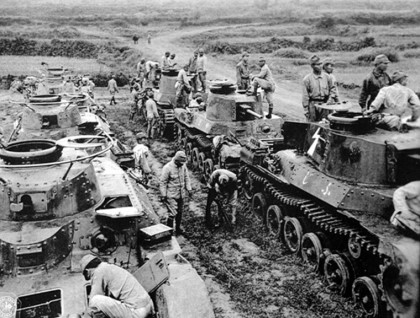
미군 주도로 무장이 해체되고 있는 제주도 주둔 일본군 전차들

- 45식 고정포 2문
- 14식 대공포 14문
- 38식 야포 44문
- 57mm 전차포 6문
- 41식 산포 32문
- 92식 야포 54문
- 200mm 박격포 16문
- 80mm 박격포 30문
- 94식 대전차포 13문
- 97식 박격포 12문
- 91식 곡사포 29문
- 4식 곡사포 12문
- 1식 대전차포 13문
- 70mm 로켓포 139문
- 200mm 로켓포 36문
- 97식 중전차 치하 14대

## 주둔지
- 알뜨르 비행장
- 어승생악 동굴 진지 - 58군 최고 사령부가 위치해 있었다.[2]
- 한라산
- 화순리 논오름 갱도 진지 - 일본군 111사단 245연대와 포병부대가 배치되었다.[3]
- 사계리 바굼지오름 갱도 진지 - 일본군 111사단 245연대와 포병부대가 배치되었다.[4]
- 송악산 외륜 동굴 진지 - 일본군 111사단 예하 부대가 주둔했다.[5]
- 일출봉 해안 동굴 기지 - 일본 해군 제45진양대가 주둔했으며 자살 보트들을 보유했다.[6]
- 작은대나오름 갱도 진지 - 일본군 96사단 293연대가 주둔했다.[7]
- 사라봉 동굴 진지 - 96사단 예하 부대가 주둔했다.[8]
- 가마오름 동굴 진지 - 111사단 243연대본부 및 전차부대,기마부대,야전병원 등의 중요 거점들이 위치했다.[9]
- 새신오름 진지 -111사단 244연대본부 및 전차부대,기마부대,야전병원 등의 중요 거점들이 위치했다.[10]
- 수월봉 특공 기지 - 일본 해군 자살보트들이 주둔했으며 대공포 진지 두 곳도 위치했다.[11]
- 삼의악 진지 - 일본군 96사단 292연대가 주둔중이였다.[12]
- 명도암 오름 갱도 진지 - 일본군 96사단 293연대가 주둔중이였다.[13]
- 송악산 해안 동굴 진지 - 해군 특공 부대를 배치하려 했지만 실제로 배치되지는 않았다.[14]

## 전투 서열
- 제96사단
- 제111사단
- 제121사단
- 독립혼성 제108여단
- 제12포병사령부
  - 독립야전포병 제6연대
  - 독립야전포병 제20연대
  - 독립야전포병 제16연대
  - 분진포 제1대대
  - 박격포 제29대대
- 직할부대
  - 독립속사포 제32대대
  - 독립공병 제126대대
  - 독립공병 제127대대
  - 전신 제11연대
  - 제64병참병원

## 참고
1. ↑  “결7호 작전”. 《네이버 지식 백과》. 2016. 2023년 9월 2일에 확인함.
2. ↑  “어승생악 동굴 진지”. 《네이버 지식 백과》. 2016. 2023년 9월 2일에 확인함.
3. ↑  “논오름 갱도 진지”. 《네이버 지식 백과》. 2016. 2023년 9월 2일에 확인함.
4. ↑  “바굼지오름 갱도 진지”. 《네이버 지식 백과》. 2016. 2023년 9월 2일에 확인함.
5. ↑  “송악산 동굴 진지”. 《네이버 지식 백과》. 2016. 2023년 9월 2일에 확인함.
6. ↑  “일출봉 동굴 진지”. 《네이버 지식 백과》. 2016. 2023년 9월 2일에 확인함.
7. ↑  “작은대나오름 갱도 진지”. 《네이버 지식 백과》. 2016. 2023년 9월 2일에 확인함.
8. ↑  “사라봉 동굴 진지”. 《네이버 지식 백과》. 2016. 2023년 9월 2일에 확인함.
9. ↑  “가마오름 동굴 진지”. 《네이버 지식 백과》. 2016. 2023년 9월 2일에 확인함.
10. ↑  “새신오름 진지”. 《네이버 지식 백과》. 2016. 2023년 9월 2일에 확인함.
11. ↑  “수월봉 특공 기지”. 《네이버 지식 백과》. 2016. 2023년 9월 2일에 확인함.
12. ↑  “삼의악 진지”. 《네이버 지식 백과》. 2016. 2023년 9월 2일에 확인함.
13. ↑  “명도암 오름 갱도 진지”. 《네이버 지식 백과》. 2016. 2023년 9월 2일에 확인함.
14. ↑  “송악산 해안 동굴 진지”. 《네이버 지식 백과》. 2016. 2023년 9월 2일에 확인함.

### 문헌
- 秦郁彦 (2005). 《日本陸海軍総合事典》 (일본어) 2판. 東京大学出版会.
- 外山操; 森松俊夫 (1987). 《帝国陸軍編制総覧》 (일본어). 芙蓉書房.
- Drea, Edward J. (1998). 〈Japanese Preparations for the Defense of the Homeland & Intelligence Forecasting for the Invasion of Japan〉. 《In the Service of the Emperor:  Essays on the Imperial Japanese Army》 (영어). University of Nebraska Press. ISBN 0-8032-1708-0.
- Frank, Richard B (1999). 《Downfall: The End of the Imperial Japanese Empire》 (영어). New York: Random House. ISBN 0-679-41424-X.
- Jowett, Bernard (1999). 《The Japanese Army 1931–45 (Volume 2, 1942–45)》 (영어). Osprey Publishing. ISBN 1-84176-354-3.
- Madej, Victor (1981). 《Japanese Armed Forces Order of Battle, 1937–1945》 (영어). Game Publishing Company. ASIN: B000L4CYWW.
- Marston, Daniel (2005). 《The Pacific War Companion: From Pearl Harbor to Hiroshima》 (영어). Osprey Publishing. ISBN 1-84176-882-0.
- Skates, John Ray (1994). 《The Invasion of Japan: Alternative to the Bomb Downfall》 (영어). New York: University of South Carolina Press. ISBN 0-87249-972-3.